# Margarete von Sizilien-Aragon

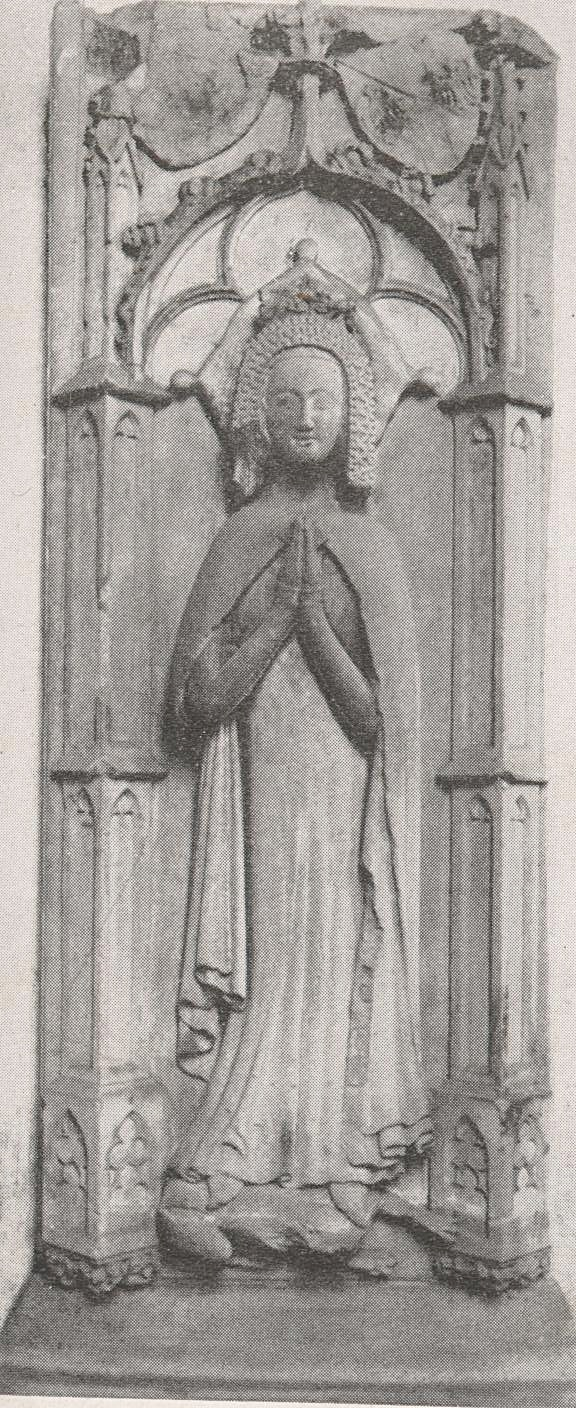
Zeitgenössisches Epitaph der Pfalzgräfin Margarete von Sizilien-Aragon

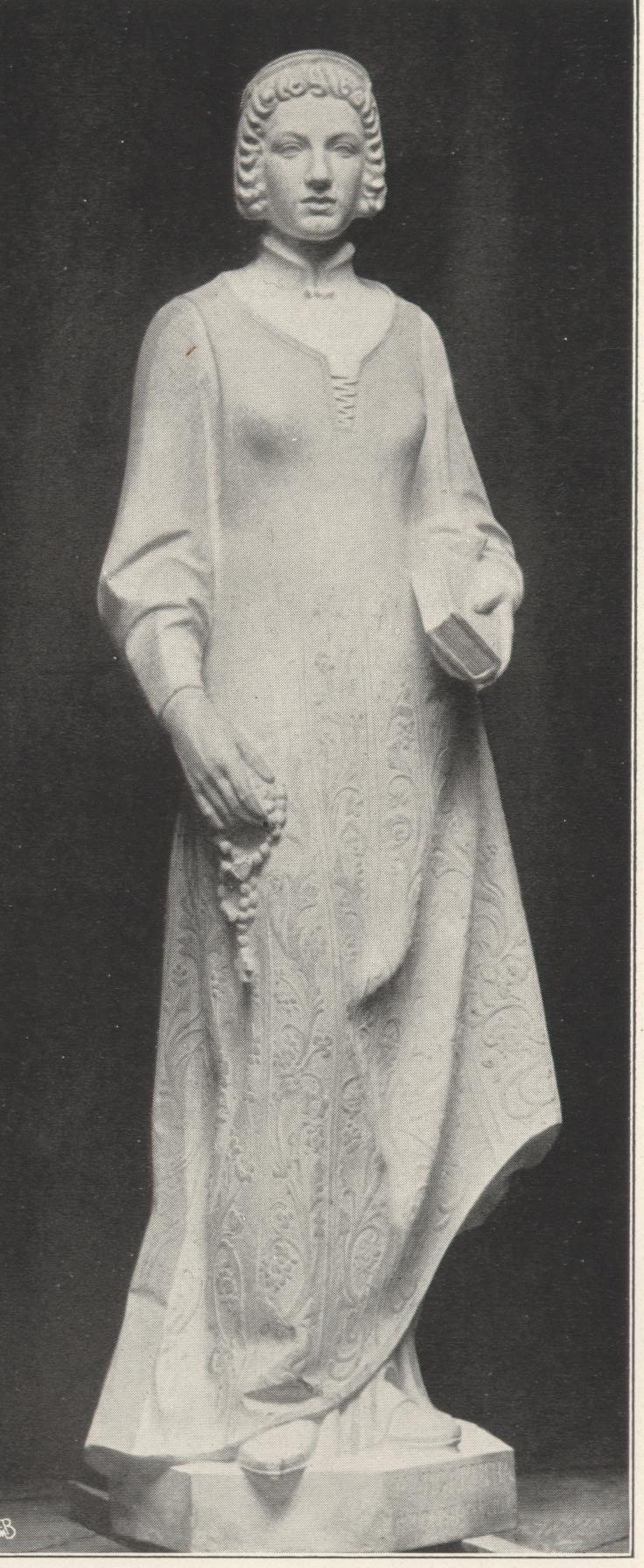
Pfalzgräfin Margarete von Sizilien-Aragon, Skulptur von Hubert Netzer, 1910

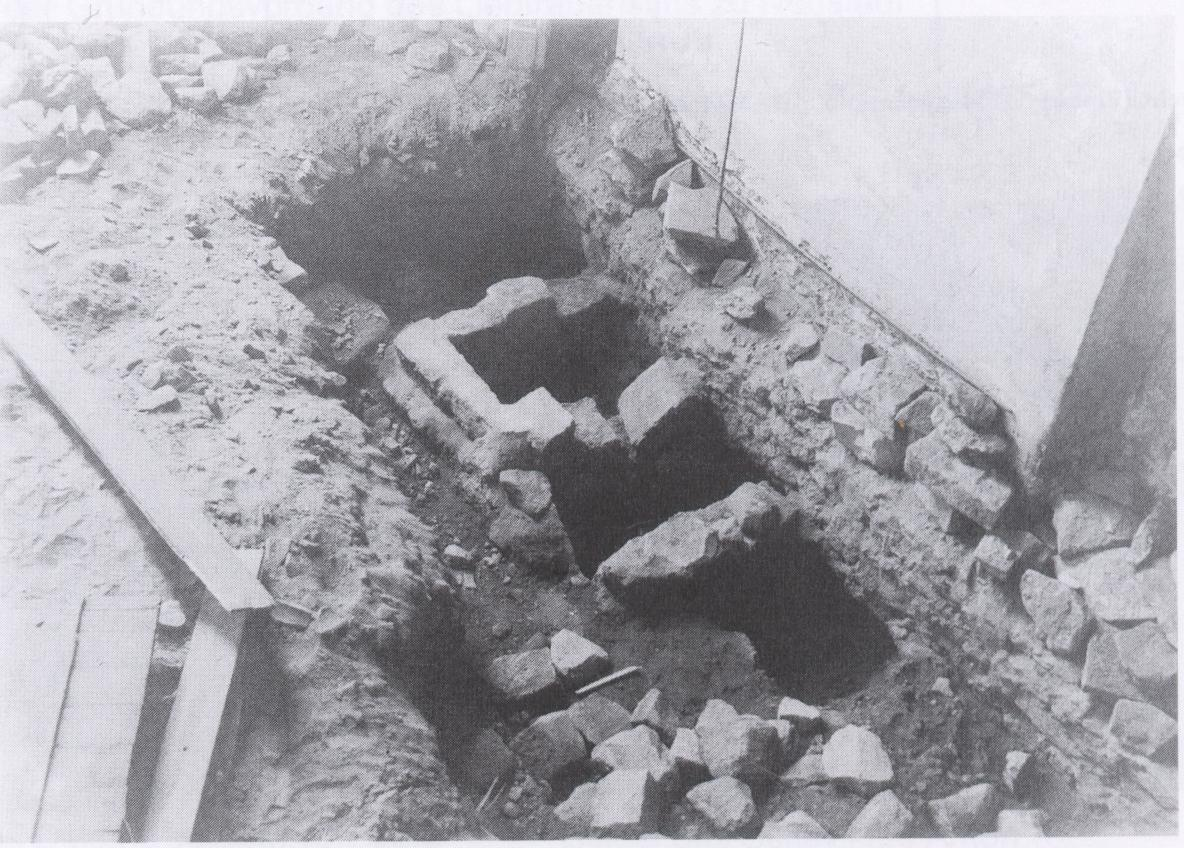
Die geöffneten Gräber von Pfalzgraf Rudolf II. und Margarete von Sizilien-Aragon, im hinteren kath. Kirchenbereich, 1906. Sie sind teilweise überbaut von der Trennmauer.

Margarete von Sizilien-Aragon (* 1331 in Palermo; † 1377 in Neustadt an der Weinstraße) war Prinzessin von Sizilien-Aragon aus dem Haus Barcelona und durch Heirat Pfalzgräfin bei Rhein.

## Leben
Margarete war die jüngste Tochter von König Friedrich II. von Sizilien-Aragon (1272–1337) und dessen Ehefrau Eleonore, Tochter Karls II. von Anjou. Die Eltern von Prinzessin Margarete residierten in Palermo, wo sie deshalb vermutlich auch zur Welt kam.
1348 ehelichte Margarete von Sizilien-Aragon den verwitweten Pfalzgrafen Rudolf II. aus dem Hause Wittelsbach, welcher in Neustadt an der Weinstraße lebte.
Rudolf II. verheiratete 1349 seine Tochter Anna von der Pfalz (aus erster Ehe) mit König Karl IV., einem der bedeutendsten Herrscher des Spätmittelalters. Anna starb jedoch schon 1353 in Prag.
Pfalzgraf Rudolf II. zog sich schließlich wegen zunehmender Kränklichkeit von den Regierungsgeschäften zurück und übergab diese seinem Bruder und Nachfolger Ruprecht I., welcher 1356 für die Pfalz die Kurwürde erlangen konnte.
Rudolf II. trug den Beinamen „der Blinde“, da er ein starkes Augenleiden hatte und in seinem letzten Lebensjahr erblindet war.
Die Ehe von Pfalzgraf Rudolf II. und Margarete von Sizilien-Aragon blieb kinderlos.
Isabel von Portugal (1271–1336), die Schwester ihres Vaters, wird als Heilige verehrt. Der Bruder ihrer Mutter, Ludwig von Toulouse, zählt ebenfalls zu den Heiligen der katholischen Kirche.

## Tod und Gedenken
Testamentarisch verfügte Pfalzgraf Rudolf II., die Pfarrkirche St. Ägidius seiner Residenz Neustadt/Weinstraße in eine Memoria – also eine Gebets- und Gedenkstätte – für das Haus Wittelsbach umzuwandeln, und wünschte, dort begraben zu werden.
Nach seinem Tod am 4. Oktober 1353 bestattete man ihn wunschgemäß vor dem Altar der Neustadter Pfarrkirche St. Ägidius.
1356 stiftete Kurfürst Ruprecht I. aufgrund des testamentarischen Willens seines Bruders Rudolf II. das Liebfrauen-Kollegiatstift Neustadt als Memoria für die gemeinsame Familie. Er ließ dazu die Pfarrkirche St. Ägidius umbauen und mit einem prachtvollen Chor nach Osten hin erweitern. Der Chorbereich dieses neuen Gotteshauses, der heutigen Neustadter Stiftskirche, wurde laut einer Pfeilerinschrift 1368 erbaut.
Der Altar der neuen Kirche rückte jetzt ein gutes Stück nach Osten und der Platz vor dem Altar der alten Pfarrkirche, wo Rudolf II. begraben worden war, befand sich nunmehr am Übergang vom Langhaus zum neuen Chorbereich.
An dieser Stelle begrub man 1377 auch Pfalzgräfin Margarete von Sizilien-Aragon an der Seite ihres Gatten Rudolf II. Sie hatte ihn um 24 Jahre überlebt.
Margarete von Sizilien-Aragon erhielt eine prächtiges, gotisches Epitaph. Wegen ihrer königlichen Herkunft ist sie darauf mit einer Krone abgebildet. Der Grabstein befindet sich jetzt an der hinteren, nördlichen Wand des katholischen Kirchenbereichs und zählt zu den Sehenswürdigkeiten in Neustadt. Ihr Mann Rudolf II. besaß eine ähnlich kunstvolle Grabplatte, die aber nur noch stark beschädigt erhalten ist und sich ebenfalls im katholischen Kirchenteil an der hinteren Südwand befindet, gegenüber der seiner Frau.
Auch die Gräber von Pfalzgraf Rudolf und Pfalzgräfin Margarete von Sizilien-Aragon liegen im hinteren Bereich des katholischen Kirchenteils, etwa mittig, sind jedoch zur Hälfte durch die 1707/1708 zwischen protestantischem Kirchenschiff und katholischem Chor errichtete Scheidemauer überbaut. 1906 wurden sie geöffnet und mit neuzeitlichen Steinplatten überdeckt, jedoch nicht im Fußboden kenntlich gemacht.
Um 1910 ließ Stadtpfarrer Michael Glaser (1863–1915) vier große Statuen der hier begrabenen Pfälzer Herrscher Rudolf II. und Ruprecht I., sowie der an ihrer Seite bestatteten Ehefrauen Beatrix von Berg und Margarete von Sizilien-Aragon fertigen. Sie wurden von dem Münchner Bildhauer Hubert Netzer aus weißem Kelheimer Kalkstein geschaffen und befinden sich an der nördlichen und südlichen Langhauswand des katholischen Kirchenteils. Die Skulpturen im Stil des Historismus sind alten Darstellungen nachempfunden; die beiden Frauenstatuen und die Figur von Pfalzgraf Rudolf II. orientieren sich an den Abbildern auf ihren Epitaphien in der Stiftskirche.